# Nationalversammlung (Kamerun)
Die Nationalversammlung (französisch Assemblée Nationale, englisch National Assembly) ist das Unterhaus des aus zwei Kammern bestehenden Parlaments von Kamerun. Bis zur Einführung des Senats 2013 war sie die einzige Kammer.
Die Partei Rassemblement démocratique du peuple camerounais dominiert das Parlament stets mit großer Mehrheit. Seine Aufgabe besteht im Wesentlichen darin, die Politik des Präsidenten abzusegnen.

## Geschichte
Kamerun wurde im „afrikanischen Jahr“ 1960 von Frankreich unabhängig.
Parlamentswahlen fanden 1964, 1970, 1973, 1978, 1983, 1988, 1992, 1997, 2002, 2007, 2013 und 2020 statt. Die Wahl von 1992 gilt als die erste einigermaßen freie Parlamentswahl in der Geschichte Kameruns. Ahmadou Ahidjo war von 1960 bis 1982 Präsident Kameruns und regierte diktatorisch; sein Nachfolger Paul Biya (* 1933) regiert seit 1982.

## Wahlsystem
Die 180 Abgeordneten der Nationalversammlung werden teils einzeln in Wahlkreisen in Mehrheitswahl gewählt, teils in Mehrpersonenwahlkreisen. Erhält eine Partei über 50 % der Stimmen, erhält sie alle Sitze des Wahlkreises. Andernfalls erhält die stärkste Partei die Hälfte der Sitze des Wahlkreises, die anderen Parteien werden proportional nach dem Hare/Niemeyer-Verfahren berücksichtigt. Die 58 Wahlkreise entsprechen den Departments.

## Wahlen 2020
Regulär hätten die Wahlen im Juli 2018 stattfinden sollen, wurden von der Regierung jedoch mehrfach bis auf den 9. Februar 2020 verschoben.
|                          |                                                           |           |       |       |      |
| Partei                   | Partei                                                    | Stimmen   | %     | Sitze | ±    |
|                          | Rassemblement démocratique du peuple camerounais (RDPC)   |           |       | 152   | ▲4   |
|                          | Union nationale pour la démocratie et le progrès (UNDP)   |           |       | 7     | ▲ 2  |
|                          | Front social démocrate (FSD)                              |           |       | 5     | ▼ 13 |
|                          | Parti camerounais pour la réconciliation nationale (PCRN) |           |       | 5     | neu  |
|                          | Union démocratique du Cameroun (UDC)                      |           |       | 4     | ▬    |
|                          | Front pour le salut national du Cameroun (FSNC)           |           |       | 3     | ▲ 3  |
|                          | Mouvement pour la défense de la République (MDR)          |           |       | 2     | ▲ 1  |
|                          | Union des mouvements socialistes (UMS)                    |           |       | 2     | ▲ 2  |
| Gültige Stimmen          | Gültige Stimmen                                           | 2.942.194 | 97,36 |       |      |
| Ungültige Stimmen        | Ungültige Stimmen                                         | 79.753    | 2,64  |       |      |
| Gesamt                   | Gesamt                                                    | 3.021.947 | 100   | 180   | ▬    |
| Nichtwähler              | Nichtwähler                                               | 3.878.981 | 56,21 |       |      |
| Wähler / Wahlbeteiligung | Wähler / Wahlbeteiligung                                  | 6.900.928 | 43,79 |       |      |

## Wahlen 2013
Fünf Jahre nach der Parlamentswahl am 22. Juli 2007 sollte die nächste Wahl im Juli 2012 stattfinden, fand aber erst am 30. September 2013 statt. Die Partei Rassemblement démocratique du Peuple Camerounais erhielt 148 von 180 Sitzen, größte Oppositionspartei wurde der Front Social Démocrate.

Nationalversammlung von Kamerun nach den Wahlen 2013

| Partei                                                                          | Sitze   | ± (zur vorher. Wahl) |
| ------------------------------------------------------------------------------- | ------- | -------------------- |
| Rassemblement démocratique du Peuple Camerounais                                | 148     | −5                   |
| Front Social Démocrate                                                          | 18      | +2                   |
| Union Nationale pour la Démocratie et le Progrès                                | 5       | −1                   |
| Union Démocratique du Cameroun                                                  | 4       | 0                    |
| Union des Populations du Cameroun                                               | 3       | +3                   |
| Mouvement pour la Renaissance du Cameroun                                       | 1       | neu                  |
| Mouvement pour la Défense de la République                                      | 1       | +1                   |
| 22 andere Parteien                                                              | 0       | –                    |
| Gesamt                                                                          | 180     | 0                    |
| Wahlbeteiligung                                                                 | 76,79 % | –                    |
| Quelle: ThinkAfrica Press (Memento vom 28. April 2015 im Internet Archive), IPU |         |                      |

## Parlamentsgebäude

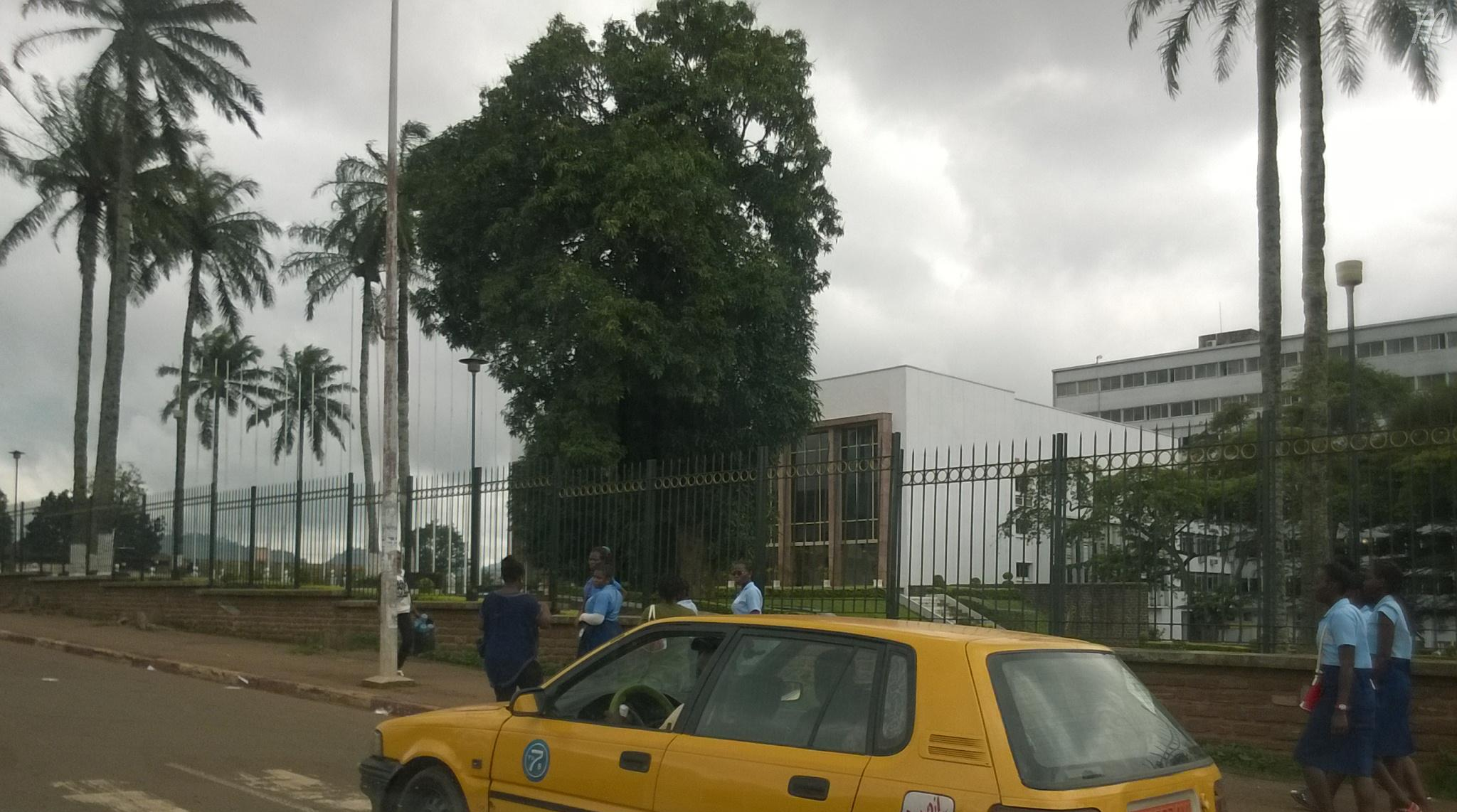
Palais de Verre, Yaoundé (2015)

Die Nationalversammlung befindet sich in der Hauptstadt Yaoundé, im Palais de Verre von Ngoa-Ekelle. Mitte November 2017 brannte das Parlamentsgebäude vollständig nieder.